# جورج إرليخ
جورج إرليخ (بالألمانية: Georg Ehrlich)‏ هو نحات ورسام نمساوي، ولد في 22 فبراير 1897 في فيينا في النمسا، وتوفي في 1 يوليو 1966 في لوسرن في سويسرا.